# 時限爆弾 (シングル)
「時限爆弾」（じげんばくだん）は、MUCCの37枚目のシングル。2018年7月25日に発売された。

## 概要
- 「CLASSIC」以来1年10か月ぶりの一般流通CDシングル。
- 明確なタイトル曲が存在しないシングルは2002年リリースの「負ヲ讃エル謳」以来約16年半ぶり。
- メンバー4人がそれぞれ1曲ずつ作詞・作曲を担当している。
- 収録曲全曲がリリース前にライブで初披露されている。「TIMER」は2018年4月28日に出演した『hide 20th memorial SUPER LIVE「SPIRITS」』にて、残りの3曲は5月21日から2日間にわたって開催した『MUCC 2018 〜復活の夜〜 The WALL-CRIMEorDESTROY-』にて初披露された。[1]
- 初回限定盤にはライブ音源、通常盤にはデモという形で69曲目に『MUCC 2018 Lock on snipe Tour #1「北海道型収監6days」』の小樽GOLDSTONE公演でSATOちへのMUCCの日ドッキリとして披露された「テラス」という曲が収録されている。また、ドッキリの映像は初回限定盤封入のエムカードで観ることができる。[2]2020年に会場限定で発売された『Terrace／テディベア』にて本格的にレコーディングしたものが収録された。
- 同シングルに収録されている楽曲それぞれのデモ音源と、新たにアレンジを加えた2曲の合計6曲が「時限爆弾 DEMO & REMIX」として2018年9月5日に音楽サブスクリプション・サービスと配信販売でリリースされた。

## 収録曲
1. 生と死と君
作詞・作曲：ミヤ
2. TIMER
作詞・作曲：逹瑯
3. マゼンタ
作詞・作曲：YUKKE
4. レクイエム
作詞：SATOち、逹瑯 作曲：SATOち

初回限定盤
1. テラス ～SATOち2018.6.9小樽の奇跡 Ver.～

通常盤
1. テラス ～クソDemo Ver.～